# Іоан I Антіохійський
Не плутати з Іоанном, візантійським хроністом
Іоан I Антіохійський (IV століття — Рим, прибл. 442 рік) сирійський єпископ; очолював східних єпископів під час несторіанського диспуту. Був одною з ключових осіб Вселенського собору в Ефесі (431 рік).

## Біографія

### На Ефеському соборі
Іоан був призначений архієпископом Антіохії в 429 році. Церква Антіохії Сирійської на той час була одним із головних центрів розвитку богословської думки. Від початку сирійське християнство було пов'язане з ідеєю, що у Христі співіснували дві природи (людська і божественна) і дві іпостасі (у значенні «сутності» або "особи ") . У п'ятому столітті, часі великих христологічних суперечок, Антіохійська школа була непохитною в розділенні двох природ Христа, людської та божественної. За рік до призначення Іоан єпископом, Несторій (близько 386—451), також належав до Антіохійської Церкви, став Патріархом Константинопольським (428). Намагаючись раціонально витлумачити і зрозуміти втілення божественного Логосу, друга особа Святої Трійці, тобто Ісус Христос, вчив, що людська і божественна сутності в Ісусі розділені так, що в Ньому були б дві особи: людина Ісус Христос і божественний Логос. Ідеї Несторія зустріли різку критику з боку Александрійської богословської школи, головним представником якої був Кирил, патріарх Александрії. Між двома позиціями, безумовно, були відмінності в теологічному та догматичному порядку.
Сьогодні деякі історики вважають, що причина контрасту була суто культурно-мовною. Сирійська мова, фактично переважаюча мова по всій Сирії та північній Месопотамії (Ассирія), належить до групи семітських мов, тому багато грецьких іменників (грецькою мовою розмовляли як у Константинополі, так і в Александрії) неможливо було точно перекласти. Таким чином, відмінність між буттям, особою та природою не мала такого значення в Антіохії, як у Константинополі чи Александрії.
У 430 році Кирил Александрійський скликав синод, який відбувся в листопаді. Тоді він публічно прочитав свої дванадцять анафем проти Несторія. Спалахнула гостра суперечка з Антіохійським патріаршим престолом. Іоан Антіохійський взявся за захист Несторія; Навколо нього утворилася група прихильників, що складалася з єпископів із Сирії та Малої Азії. Один із них, Феодорит із Кірро, написав спростування анафем, назва якого в перекладі на латину була: Reprehensio duodecim capitum seu anathematismorum Cyrilli («Спростування в дванадцяти розділах або анафематизмів Кирила») . Щоб суперечка не призвела до розколу, імператор Феодосій II скликав Вселенський собор, який мав відбутися в Ефесі 7 червня 431 року.
Іоан і Несторій вирішили разом з'явитися на соборі. Але, якщо Несторій прибув до 7 червня, то Іоан з супроводом не встиг прибути в призначений день. Імператорський представник Кандід, прийнявши пропозицію Несторія, запропонував Кирилу почекати, поки прибудуть усі єпископи. Кирил надав два тижні часу, а потім одностороннім рішенням відкрив дискусії. Отже, за відсутності Несторія та Іоан, несторіанське вчення було засуджено. Собор також встановив, що Христос був особою з двома нероздільними природами, а Марія була Матір'ю Божою (Theotókos). Кирило також намагався змусити збори схвалити рішення, яке мало б позбавити влади та відлучити Несторія від церкви, у цьому випадку безуспішно.
Іоанн разом із вірними йому східними єпископами нарешті прибув до Ефеса 26 червня. Спочатку запитав, де робота. Поінформований про ситуацію, Іван негайно скликав контрсинод. Сорок три єпископи, що зібралися, виголосили засудження Кирила, Мемнона Ефеського та їхнього оточення. Посланці Іоана винесли соборні постанови у видінні до імператора. Імператор схвалив правдивість версії Іоана. 29 червня імператорський рескрипт скасував соборні постанови Кирила, заборонив єпископам покидати Ефес і оголосив про прибуття високого імператорського чиновника, який керував би роботою собору до його завершення.
10 липня прибули єпископи Аркадії (Греція) і посланці Папи Римського, які підтвердили засідання Собору, що відбулося 22 червня, а разом з ним і засудження Несторія. Імператор Феодосій, зі свого боку, вирішив скинути і Кирила, і Несторія, і посадив їх у в'язницю. У серпні імператор оголосив про завершення роботи Собору. Кирило був звільнений і повернувся до Александрії, тоді як Несторій, скинутий і вигнаний з Константинополя (3 вересня), пішов у монастир в Антіохії.

### Після Собору
Суперечка між Антіохією та Александрією тривала навіть після завершення Собору. Імператор Феодосій II знову спробував змінити його, запросивши Іоан та Кирила до Нікомедії, але безуспішно. Тоді він звернувся за посередництвом до відомого аскета Симеона Столпника, а пізніше вдався до допомоги прославленого архієпископа Верії Акація. Позиції Іоана і Кирила залишалися діаметрально протилежними. Ситуація була несподівано розблокована, коли деякі сирійські єпископи відмовилися підтримувати Іоана. Найвідомішим був випадок Раббули з Едеси (місто у верхній Месопотамії), який перейшов на інший бік.
Іоан вирішив відновити ініціативу. Наприкінці 432 року, підтриманий найбільш довіреними єпископами, включаючи Феодорита, він стверджував, що Кирил у своїх останніх творах визнав подвійність природи Христа. Але у Кирила також почалися внутрішні проблеми. Він також почав відчувати тиск з боку імперії, щоб пом'якшити свою жорсткість і зайняти більш примирковану позицію. Відновилося листування з Антіохійським і Константинопольським престолом. На початку 433 року Іоан написав Кирилу листа, в якому подав доктринальну декларацію компромісу: він сказав, що готовий прийняти засудження Несторія та визнати Максиміана, наступника Несторія, патріархом Константинопольським. Кирил, який більше не міг чинити опір, прийняв пропозицію в усіх її частинах. Відповідь Кирила відома як Laetentur coeli: нею Кирило святкував мир, відновлений у церкві. У другій частині Александрійський патріарх переписав Символ єднання, надісланий йому Іоаном, і затвердив погоджувальну формулу, що містить визнання «з'єднання без змішання двох різних природ в одному πρόσωπον (prosopon, естві) Христа».
Іоан побачив визнання, після двох років, рішень, які він підписав разом зі східними єпископами 26 червня в Ефесі на окремій сесії Собору. Ця перемога значною мірою компенсувала відхід значної частиною антіохійської чернечої громади, яка звинуватила його в пронесторіанській позиції.
Досягнутий компроміс спричинив відмови з обох сторін і викликав нові розбіжності. Остаточне замирення було досягнуто лише у 435 році. Цього разу Іоанові довелося прийняти остаточний вирок Несторія, який більше не міг перебувати в Антіохії і мусив закінчити свої дні в Лівійській пустелі. Іоан та Кирил рішуче підтримували досягнуту крихку рівновагу. До них приєднався Прокл, який змінив Максиміана на патріаршій кафедрі Константинополя у 434 році.
Іоан Антіохійський помер у 441 або 442 році.; у 444 р. Кирил пішов за ним.

## Писання
- Лист до Несторія
- Ἐπιστολαί (Послання)
- Ἀναφοραί (Звіти)
- Ὁμιλία, (Проповіді)
- Περὶ τῶν Μεσαλιανιτῶν, (Де Мессаліаніс)
- Contra eos qui una tantum substantia asscrunt adorandum Christum

## Примітка
1. ↑  «Theodore» in The Westminster Dictionary of Christian History, a cura di J. Brauer, Philadelphia, Westminster Press, 1971.
2. ↑  L'opera è andata perduta.